# 吴家山站
吴家山站是一个汉丹铁路上的铁路车站，位于湖北省武汉市东西湖区走马岭农场，于2010年10月开通，邮政编码为430043。车站目前不办理客运业务，货运办理整车和集装箱货物到发。

## 历史
车站前身为朱家台站，于1963年随汉丹铁路开通。
吴家山站及武汉铁路集装箱中心站作为武康铁路二线工程于2008年10月31日开工，位于舵落口与朱家台车站之间。2010年9月5日：武汉铁路集装箱中心站一期工程正式投入使用，当时站内设有正线2条，到发线3条，为五等站。
2012年1月6日，汉宜铁路联络线接入本站。在汉宜铁路建设过程中，施工部门曾利用本站集装箱中心站的空闲区域作为铺架基地。同年车站升级为三等站。
2017年开始车站进行扩建工程，于2018年1月完工。扩建后吴家山站到发线由原来的3条增加至8条。

## 车站结构
吴家山站设有2条正线、8条到发线。
吴家山站南侧为武汉铁路集装箱中心站，是中国《中长期铁路网规划》的18个铁路集装箱中心站之一，总投资7.06亿元人民币，年作业能力达160万标准箱。中心站于2010年9月临时开通，整合了汉西、江岸、武昌北等站的集装箱业务。当时由于铁路口岸尚未封关，所有进出货物暂时借用公路口岸报关。该站占地总面积2019亩，由集装箱作业区、快运作业区、特货作业区和武汉铁路局货运基地四部分组成，作业区安装有无线射频识别（RFID）。